# كيفن باين
كيفن باين (بالإنجليزية: Kevin Payne)‏ هو لاعب كرة قدم أمريكية أمريكي، ولد في 5 ديسمبر 1983.

## وصلات خارجية
- كيفن باين على موقع مرجع كرة القدم المحترفة.كوم (الإنجليزية)